# Artasvasdes (II)
Artasvasdes (II) (en armenio en armenio: Արտավազդ Բ) fue, según ciertas versiones de la cronología y de la genealogía de la dinastía artáxida, un rey de Armenia que debió de reinar del 123 al 95 a. C. Sucesor de Tigranes I, debió de haber sido derrotado por los partos. Tigranes II debió de sucederle en el trono armenio.

## Situación
En el siglo II a. de C, Armenia, gobernada por la nueva dinastía artáxida, conocía una expansión que solamente los seléucidas pudieron contener en el oeste, gracias a la victoria de Antíoco IV Epífanes sobre Artaxias I hacia el 165 a. C. Al este, el reino había conquistado tierras de la Media-Atropatene, pero al final de ese siglo la vecina Persia, gobernada ya por los soberanos partos, se recuperó, proceso que culminó con Mitrídates II, llamado el «árbitro de Oriente Próximo».

## Biografía
Para los historiadores que afirman su existencia como René Grousset y Édouard Will, Artasvasdes fue hijo del rey artáxida Tigranes I y reinó al tiempo que el gran rey de los partos Mitrídates II. El historiador armenio Krikor Jacob Basmadjian adoptó un punto de vista similar ya a principios del siglo XX y lo incluyó  como cuarto rey de la dinastía artáxida, entre Tigranes I y Tigranes II el Grande (sin pronunciarse sobre los vínculos familiares), con un reinado que abarcó del 123 al 94 a. C.
Al finalizar el reinado de Mitrídates II en el 97 a. C., los partos atacaron Armenia y resultaron victoriosos; en el pasaje dedicado a la batalla en su Historia universal, Justino menciona a Artasvades con el nombre de Ortoadiste. Como consecuencia de esta derrota, Artasvasdes se volvió vasallo de los partos. Estos tomaron como rehén al príncipe heredero, el futuro rey Tigranes II, hijo (lo que es incompatible con una afirmación de Apiano, para quien el padre de Tigranes II fue otro Tigranes) o más probablemente hermano de Artasvasdes.

## Hipótesis alternativas
La identificación de Artasvades se hallaba en disputa ya en el siglo XIX: así, Antoine-Jean Saint-Martin, pionero de la armenología francesa, identificó al Ortoadiste mencionado por Justino como Artavasdes II de Armenia (rey del 55 al 34 a. C.) y concluyó que el autor latino tenía «una laguna de más de sesenta años» entre la derrota frente a Mitrídates y el reinado de Artasvasdes II.
Otros historiadores más recientes, como Cyrille Toumanoff o Nina Garsoïan, no aceptan tampoco esta versión de la cronología artáxida y suponen a Tigranes I padre y predecesor de Tigranes II. Para Nina Garsoïan y Marie-Louise Chaumont y Giusto Traina, el rey derrotado por Mitrídates y mencionado por Justino es Artavasdes I.
Para los historiadores que no reconocen la existencia de este Artasvasdes II, la designación «Artasvasdes II» remite en realidad al Artasvasdes que reinó en Armenia del 55 al 34 a. C.